# Park Skleněnka
Park Skleněnka je park v Hradci Králové, který se nachází ve vnitrobloku mezi ulicemi Hořickou, Dukelskou a Chelčíckého. Vybudován byl v letech 2014–2015.

## Historie

### Před zřízením parku
Toto místo ve vnitrobloku mezi ulicemi Hořickou, Dukelskou a Chelčíckého dříve sloužilo jako zahrada mateřské školy. Později přestalo být udržováno a město se zde rozhodlo zřídit park. Zde je třeba zmínit, že vznik parku v těchto místech navrhl již architekt Josef Gočár a projekt na vybudování parku se znovu objevil v 80. letech 20. století při zpracovávání plánů na rekonstrukci Hořické ulice. V 90. letech zhotovil architekt Jan Falta studii parku a v roce 2005 byla vypracována nová ideová studie, jež byla rozdělena na 2 etapy, z nichž ta druhá teprve čeká na realizaci.

### Název parku
Svůj název získal park v roce 2010, kdy se rada města přiklonila k jednomu z názvů, které navrhli obyvatelé města. Má odkazovat na blízký Dům U skleněné věže. Některé návrhy se shodovaly - „Duha" či „Centrální park", a jiné byly výplodem bujné fantazie jednotlivců - „Rozinka" či „Dukelský průsmyk".

### Vybudování parku
Jeho zřízení radnice připravovala několik let a původně měl mít park zhruba dvojnásobný rozsah. Kvůli nevyřešeným majetkovým vztahům v celém území radnice zatím uskutečnila jen polovinu zamýšleného projektu, a to na pozemcích, které patří městu.
Rozhodnutí o umístění stavby bylo vydáno 8. listopadu 2013. Zhotovitelem stavby byla společnost GREEN PROJECT, s. r. o., realizace začala 1. května 2014 a původně měla skončit 31. října 2014. Cílem projektu bylo „vytvoření volného průchozího prostoru se zapojením upravených travnatých ploch a vzrostlé zeleně, které budou sloužit především odpočinku a krátkodobé rekreaci obyvatel města“. Ke slavnostnímu otevření došlo teprve až 6. února 2015 a park měl vyjít na zhruba 4 miliony korun.